# 24.º Prêmios Annie
O 24.º Prêmios Annie foi concedido pela International Animated Film Association para homenagear realizações de destaques na animação em 1996. O Corcunda de Notre Dame liderou com 13 indicações, enquanto Toy Story ganhou 7 prêmios de 8 indicações. Os Simpsons ganhou seu quinto prêmio consecutivo de melhor animação para televisão.

## Vencedores e indicados
Indica o ganhador dentro de cada categoria.

### Categorias de produção
| Melhor longa-metragem Toy Story da Walt Disney Pictures, Pixar - Balto da Universal Pictures, Amblimation - Ghost in the Shell da Shochiku, Production I.G. - The Hunchback of Notre Dame da Walt Disney Pictures - James e o Pêssego Gigante da Walt Disney Pictures, Skellington Productions, Allied Filmmakers | Melhor animação para televisão Os Simpsons da Gracie Films, Film Roman - Animaniacs da Warner Bros. Television Animation - Freakazoid! da Warner Bros. Television Animation, Amblin Television - Rugrats da Nickelodeon Animation Studio, Klasky Csupo |
| Melhor produção animada de entretenimento doméstico The Land Before Time III da Universal Cartoon Studios | Melhor animação curta-metragem Cow and Chicken da Hanna Barbera |

### Prêmios individuais
| Melhor Realização em Direção John Lasseter de Toy Story - Frank Paur de Gargoyles - Mamoru Oshii de Ghost in the Shell - Gary Trousdale e Kirk Wise de O Corcunda de Notre Dame - Henry Selick de James e o Pêssego Gigante | Destaque em Produção Bonnie Arnold e Ralph Guggenheim de Toy Story - Steve Hickner de Balto - Mitsuhisa Ishikawa, Ken Iyadomi, Ken Matsumoto, Yoshimasa Mizuo e Shigeru Watanabe de Ghost in the Shell - Don Hahn de O Corcunda de Notre Dame - Tim Burton e Denise Di Novi de James e o Pêssego Gigante |
| Destaque em design de produção Ralph Eggleston de Toy Story - Hans Bacher de Balto - Hiroshi Ohno de Gargoyles - Takashi Watabe e Hiromasa Ogura de Ghost in the Shell - David Goetz de O Corcunda de Notre Dame | Destaque em música Randy Newman de Toy Story - Richard Stone, Steven Bernstein e Julie Bernstein de Animaniacs - Carl Johnson de Gargoyles - Alan Menken (compositor) e Stephen Schwartz (letrista) de O Corcunda de Notre Dame - Randy Newman de James e o Pêssego Gigante |
| Destaque por dublagem de longa-metragem Rob Paulsen como Pinky de Looney Tunes - Sean Connery como Draco de Dragonheart - Richard Dreyfuss como Mr. Centipede de James e o Pêssego Gigante - Jonathan Frakes como David Xanatos de Gargoyles - Tom Hanks como Sheriff Woody Toy Story - Tom Hulce como Quasimodo de O Corcunda de Notre Dame - Tony Jay como Judge Claude Frollo de O Corcunda de Notre Dame - Demi Moore como Esmeralda de O Corcunda de Notre Dame | Melhor realização individual em animação Pete Docter de Toy Story - Rob Coleman de Dragonheart - James Baxter (para o personagem Quasimodo) O Corcunda de Notre Dame - Russ Edmonds (para o personagem Captain Phoebus) de O Corcunda de Notre Dame - Kathy Zielinski (para a personagem Judge Claude Frollo) de O Corcunda de Notre Dame                                                                                           |
| Destaque em storyboarding Rusty Mills de Looney Tunes para o episódio "A Pinky and the Brain Christmas" - Barry Caldwell de Animaniacs - Rodolphe Guenoden de Balto - Hiroshi Ohno de Gargoyles - Brenda Chapman e Will Finn de O Corcunda de Notre Dame - Joe Ranft de James e o Pêssego Gigante | Destaque em roteiro Andrew Stanton, Joss Whedon, Joel Cohen e Alec Sokolow de Toy Story - Lydia Marano de Gargoyles para o episódio "Avalon" - Kazunori Itô de Ghost in the Shell - Tab Murphy (história e roteiro), Irene Mecchi (roteiro), Bob Tzudiker (roteiro), Noni White (roteiro) e Jonathan Roberts (roteiro) de O Corcunda de Notre Dame - Karey Kirkpatrick, Jonathan Roberts e Steve Bloom de James e o Pêssego Gigante |

### Múltiplas indicações e/ou vitórias
- Animaniacs — 3 indicações
- Balto — 4 indicações
- Dragonheart — 2 indicações
- Gargoyles — 6 indicações
- Ghost in the Shell — 5 indicações
- James e o Pêssego Gigante — 7 indicações
- O Corcunda de Notre Dame — 13 indicações
- Toy Story — 8 indicações e 7 vitórias

## Prêmios do Júri
Prêmio Winsor McCay
Reconhecimento por contribuições de carreira para a arte da animação
- Mary Blair Reconhecimento póstumo
- Burny Mattinson
- Iwao Takamoto

Prêmio June Foray
Reconhecimento do impacto benevolente/caritativo na arte e na indústria da animação
- Bill Littlejohn
- Fini Littlejohn